# NGC 3777
NGC 3777 is een spiraalvormig sterrenstelsel in het sterrenbeeld Beker. Het hemelobject werd in 1886 ontdekt door de Amerikaanse astronoom Francis Preserved Leavenworth.

## Synoniemen
- MCG -2-30-8
- PGC 35879